# Licence professionnelle en commerce électronique
La licence professionnelle commerce électronique (ou LPCE) est un diplôme d'État de premier cycle, généralement délivrée par les IUT (elle peut l'être également par des UFR à composantes mathématiques et informatique, ainsi que par des établissements à composantes liées à la gestion et au commerce). La LPCE permet à des étudiants d'être formés par des professionnels du secteur, qui sont en lien direct avec les métiers visés par la licence. Durant la formation, les étudiants apprennent à faire face à divers cas concrets et à conduire des projets professionnels complets.
Depuis 2019, les licences professionnelles peuvent s'effectuer en un à trois ans, et sont délivrées au terme d'un parcours de 180 crédits ECTS. Elles peuvent être intégrées après un baccalauréat pour les parcours en 3 ans, ou après l'obtention de 30 à 120 ECTS, et peuvent donner lieu à la délivrance intermédiaire d'un diplôme universitaire de technologie (DUT) ou d'un Diplôme d'études universitaires scientifiques et techniques (DEUST).
En IUT, la licence professionnelle est le bachelor universitaire de technologie en techniques de commercialisation.

## Programme de la licence
Bien que la terminologie des licences de commerce électronique puisse varier, le programme et les compétences acquises par les diplômés sont homogènes. Ces programmes pourront néanmoins être modulés selon les choix des équipes pédagogiques, et les influences des entreprises partenaires du bassin d'emploi. On peut néanmoins considérer qu'un étudiant diplômé de cette licence, devra avoir acquis des compétences dans les cinq secteurs suivants :
- des compétences commerciales : gérer la relation client, savoir mettre en valeur une offre produit ;
- des compétences en technologies de la communication : utilisation d'outils logiciels liés au déploiement et à l'utilisation de sites internet ;
- des compétences marketing : élaborer une stratégie marketing, promouvoir un site, communiquer ;
- des compétences en gestion de projet : travailler en équipe, gérer la relation avec les prestataires et fournisseurs ;
- des compétences en administration : gérer un site de commerce électronique au quotidien, assurer une maintenance technique de niveau bas, suivre l'évolution de son trafic.

La dernière année d'étude se déroule généralement avec 6 mois de cours, suivis de 4 mois de stage en entreprise.

### Conditions d'accès
Le diplôme requis est un diplôme du Baccalauréat lorsque la formation dure trois ans, mais la licence professionnelle peut aussi être intégrée après obtention de 30 à 120 crédits ECTS, c'est-à-dire après avoir validé une formation d'une durée de un semestre à deux années.
Quand l'université ou l'établissement d'accueil le permet, le recours à la validation d’études, d’acquis professionnels, personnels ou de l’expérience (VAE) est également possible pour obtenir tout ou partie du diplôme.

## Métiers visés
Cette formation correspond à un cadre d'emploi très recherché par les entreprises grâce notamment à l'évolution du secteur de l'Internet[réf. nécessaire]
Les métiers visés sont généralement liés à la conception de sites internet de commerce pour des entreprises de commerce, à la relation client pour des prestataires de services, à la promotion et à la mise en valeur de publications en ligne, ou encore à la maintenance pour des fournisseurs de sites de commerce en ligne. On peut donner à titre indicatif les cadres d'emplois suivants :
- Assistant chef de projet en commerce électronique
- Consultant en promotion et référencement
- Ingénieur commercial et développeur d'affaires
- Administrateur de sites (pour de petites publications)

En fonction de la taille de l'entreprise et de son activité de commerce électronique, les postes seront plus ou moins liés aux technologies de l'information: ils peuvent aussi bien être de nature technique que commerciale.